# Mémorial Normandie-Niémen
Le mémorial Normandie-Niémen est un musée consacré au groupe de chasse « Normandie-Niémen » qui avait été créé en 1942 par les Forces françaises libres. Le musée situé aux Andelys (Eure) a fermé ses portes en décembre 2010, tandis qu'un espace Normandie-Niémen a ouvert en 2014 au sein du musée de l'Air et de l'Espace à Paris-Le Bourget.
Un des pilotes du groupe, Marcel Lefevre, étant originaire des Andelys, le mémorial racontait également son histoire à travers une collection de souvenirs.
Sur l'esplanade dans la rue Raymond Phelip, un Mirage F1 peint aux couleurs du 50e anniversaire du Normandie-Niémen est exposé.